# Клиантус
Клиантус (лат. Clianthus) — род семейства бобовых.
Род клиантус включает в себя два вида Клиантус пунцовый (Clianthus puniceus) и клиантус большой (Clianthus maximus). Оба вида — эндемики Новой Зеландии. В диком виде клиантус пунцовый произрастает лишь на острове Мотурему в заливе Каипара. Clianthus maximus растёт на восточном побережье Северного острова. Предпочитают клиантусы солнечные места.
Третий вид, клиантус красивый или прекрасный (Clianthus formosus) сегодня относится к другому роду и классифицируется как свайнсона прекрасная и произрастает в Австралии.
Клиантус цветёт поздней весной. Цветки красные напоминают клюв попугая кака, в Новой Зеландии род называется Kakabeak («Клюв кака»). Другое название — Lobster Claw («Клешня лобстера»). Стебли плетистые, вьющиеся длиной более 1 м, иногда до 3 м. Листья могут достигать длины 15 см.
В садах Новой Зеландии клиантус широко распространён, особенно вид C. maximus. Клиантус пунцовый более популярен в оранжереях и как комнатное растение.